# Соединяющий австрийский проводник
Соединя́ющий австри́йский проводни́к — соединяющий бытовой узел, которым временно связывают концы двух коротких верёвок. Состоит из пары переплетённых вместе простых узлов. Является модификацией австрийского проводникa. Радиус кривизны изгибов в простом и соединяющем австрийском проводнике узлах — не одинаков. В соединяющем австрийском проводнике узле изгибы — более пологие, поэтому узел меньше ослабляет трос и его легче развязывать после сильной нагрузки.

## Способ завязывания

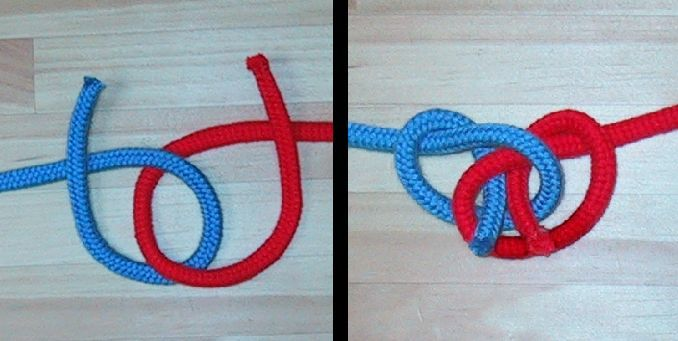
завязывание соединяющего австрийского проводника

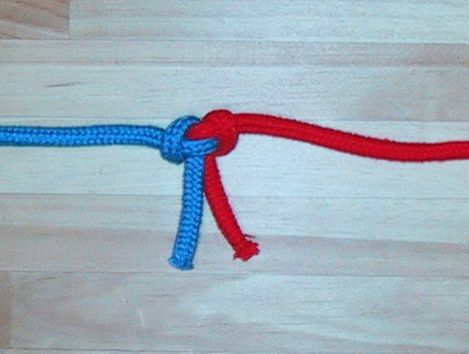
затянутый соединяющий австрийский проводник

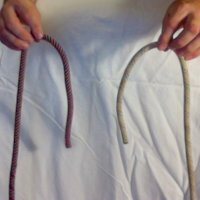
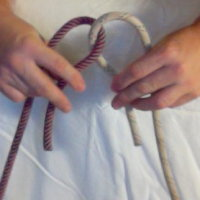
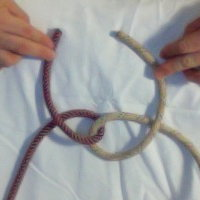
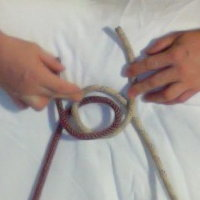
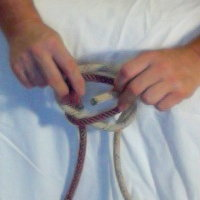
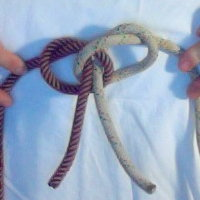
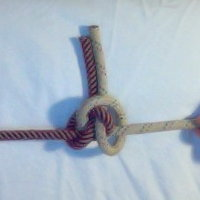

## Признаки

### Плюсы
- Имеет высокую прочность связывания тросов[10]
- Легко развязывать[9]

### Минусы
- Сравнительно сложно завязывать
- Возможно ошибиться при завязывании

## Применение

### В быту
- Соединение концов двух верёвок в одну для удлинения